# NGC 2263
NGC 2263 è una galassia a spirale barrata situata nella costellazione del Cane Maggiore, a una distanza di circa 139 milioni di anni luce dalla nostra Via Lattea.

## Scoperta
La galassia è stata scoperta il 1 agosto 1835 dall'astronomo britannico John Herschel.

## Descrizione
NGC 2263 ha una classe di luminosità I-II e presenta una larga riga a 21 cm dell'idrogeno neutro.